# Corb becblanc
El corb becblanc (Corvus woodfordi) és un ocell de la família dels còrvids (Corvidae).

## Hàbitat i distribució
Habita els boscos de les illes de Choiseul, Santa Isabel i Guadalcanal, a les Illes Salomó.